# هرزه، من مدونا هستم
«هرزه، من مدونا هستم» (به انگلیسی:Bitch I'm Madonna) ترانه‌ای از خواننده آمریکایی، مدونا است که به همراه نیکی میناژ ضبط شده و در سیزدهمین آلبوم استودیویی مدونا به نام قلب سرکش قرار دارد. در نماهنگ این ترانه علاوه بر مدونا و نیکی میناژ، بیانسه، مایلی سایرس، ریتا اورا، کیتی پری، کریس راک و کانیه وست حضور دارند.